# Manrique da Silva, 1.º Marquês de Gouveia

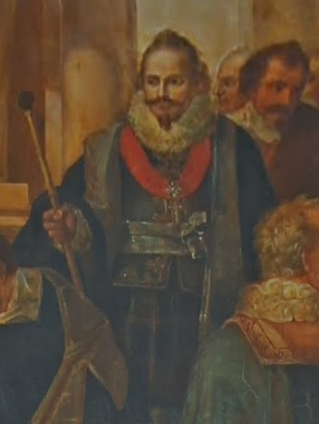
D. Manrique da Silva desempenhando o papel de mordomo-mor na Aclamação de D. João IV em 1640; pintura de José da Cunha Taborda, 1823, Palácio Nacional da Ajuda

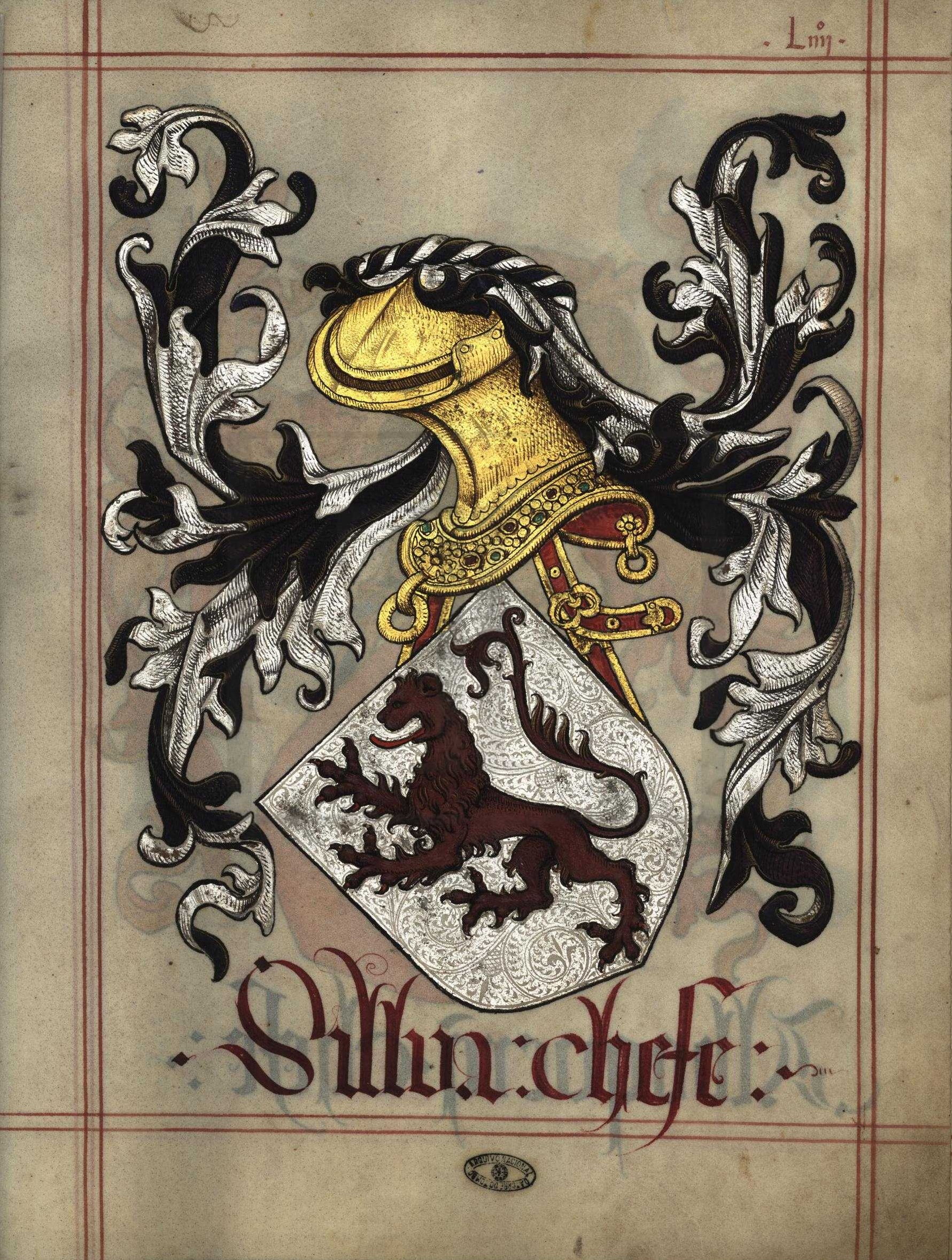
Armas de Silva chefe, in Livro do Armeiro-Mor (fl 54^{r}) (1509). Armas dos Silva condes de Portalegre e marqueses de Gouveia

D. Manrique da Silva,  6.º conde de Portalegre e 1.º marquês de Gouveia.
Segundo varão do 4.º conde de Portalegre, tornou-se conde após a renúncia de seu irmão D. Diogo da Silva, 5.º conde de Portalegre.
Foi 1.º Marquês de Gouveia, título criado por carta de 20 de janeiro de 1625 de Filipe III de Portugal.
Foi mordomo-mor de Filipe III, senhor de todos os vínculos, comendas e outros bens de sua Casa. Quando rebentou a revolução de 1640, era presidente da Misericórdia de Lisboa. Resolveu arriscar a posição e a vida e seguiu o Duque de Bragança, que se tornaria D. João IV de Portugal.
Gozou sempre do valimento do novo rei do qual foi também mordomo-mor e a cujo Conselho de Estado pertenceu.
Casamentos:
1ª vez com:
- D. Margarida Coutinho, filha do 1.º Marquês de Castelo Rodrigo;

2ª vez com:
- D. Joana de Castro, filha do 2.º conde de Tentúgal.

Tendo um filho cedo morto e uma filha:
- D. Margarida da Silva, casada com D. Fernando de Noronha, filho do 4.º conde de Linhares, 5º conde de Linhares e Duque de Linhares em Espanha;

3ª vez com:
- D. Maria de Lencastre, filha do 3.º duque de Aveiro,.

Pais então de:
- - Frei Álvaro de São Boaventura, bispo da Guarda e de Coimbra[1].
  - D. João da Silva, que o sucedeu como 2º Marquês de Gouveia.
  - Como ele não teve herdeiros, a sucessão de sua casa recaiu em sua irmã  D. Juliana de Lencastre, casada com D. Martinho Mascarenhas, 4º conde de Santa Cruz.
    - O filho do casal, seu sobrinho D. Martinho Mascarenhas, 5º conde de Santa Cruz, se tornou 3º marquês de Gouveia.

Anselmo Braamcamp Freire na sua obra Brasões da Sala de Sintra relata a história dos vários ramos da Casa de Silva, entre estes o dos condes de Portalegre.